# Martin Leiser
Martin Leiser (17 juni 1978) is een Zwitserse atleet, die is gespecialiseerd in de 400 m horden.

## Loopbaan
Leiser werd vierde op de 4 x 400 m estafette op de wereldindoorkampioenschappen in 2004, samen met zijn teamgenoten Alain Rohr, Cédric El-Idrissi en Andreas Oggenfuss. Eerder die dag had hetzelfde viertal in de series zelfs een tijd gerealiseerd van 3.09,04, een nationaal record.
Zijn persoonlijk record is 50,28 s, dat hij realiseerde in 2003 op de Universiade in Daegu.

## Persoonlijke records
| Onderdeel    | Prestatie | Datum            | Plaats     |
| ------------ | --------- | ---------------- | ---------- |
| 800 m        | 1.52,09   | 5 september 2003 | Winterthur |
| 400 m horden | 50,28     | 30 augustus 2003 | Daegu      |

## Palmares

### 4 x 400 m
- 2004: 4e WK indoor - 3.12,62 (in serie 3.09,04 = nat. rec.)